# Mandement
Pour les articles homonymes, voir Mandement (homonymie).
Un mandement est un écrit émis par un évêque à destination des fidèles de son diocèse, ou de plusieurs pour plusieurs diocèses, voire l'ensemble des chrétiens, par lequel sont transmises des instructions religieuses. Il peut être évoqué ou lu par les prêtres à la messe du dimanche.  On parle aujourd'hui plus généralement de « lettre pastorale ». L'un des plus connus est celui de carême, volontiers utilisé et pratiqué au XIXe siècle.     
Ce peut être aussi des instructions envoyées par un seigneur féodal ou des autorités (ducs, rois, etc.).